# Curie (arhitectură)
Curia reprezintă ansamblul unei curți senioriale sau nobiliare. În Maramureș și Transilvania există mai multe curii: Curia familiei Tibil din Șomcuta Mare, Maramureș, Curia Kallay Antal din Botiz, Satu Mare, Curia Cândeștilor din Râu de Mori, Hunedoara, Magna Curia (Castelul Bethlen), Hunedoara, etc.